# کراناخ ۸۲۸۴
سیارک ۸۲۸۴ (به انگلیسی: 8284 Cranach، نامگذاری:1991TT13) هشت هزار و دویست و هشتاد و چهارمین سیارک کشف شده‌است که در ۸ اکتبر ۱۹۹۱ کشف شد.
قدر مطلق سیارک برابر ۱۲٫۴۰ است.